# Fudbalski Klub Mačva Šabac

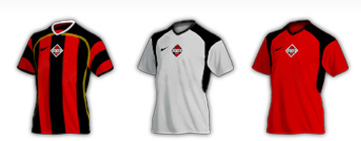
Kit di maglie

Il Fudbalski Klub Mačva Šabac (in serbo Фудбалски клуб Мачва?) è una società calcistica della Serbia con sede a Šabac. Milita nella Prva Liga, seconda serie del calcio serbo.
Prende il nome dal Distretto di Mačva, in cui Šabac è la città più importante.

## Storia

### 1919-1944
La squadra è stata fondata nel 1919. La prima partita è stata disputata il 21 settembre 1919 sul campo di Kasar (ove attualmente vi sono le caserme dell'esercito serbo) contro il Srpskog sportskog klub di Sremska Mitrovica e si è conclusa con una sconfitta per 2-4.
Fra le due guerre mondiali ha disputato prevalentemente campionati locali nel distretto di Novi Sad, concorrendo principalmente contro il Vojvodina per la conquista dei vari titoli, facendo nascere una fiera rivalità fra le due squadre. Il punto più alto raggiunto al tempo dal Mačva è stata la partecipazione al massimo campionato 1930-31, sebbene finita al 6º (ultimo) posto con conseguente retrocessione.
In questo periodo, precisamente dal 1927, la squadra ha guadagnato il soprannome di Provincijski Urugvaj: provinciale perché disputava i campionati provinciali della zona di Belgrado, ed Uruguay perché lo stile di gioco ricordava appunto quello dei campioni olimpici del 1924 e 1928. Nella primavera del 1928 il Mačva ha superato il Vojvodina (6-1 nello scontro decisivo) e vinto il campionato della Zona di Novi Sad; poi, nelle finali per il titolo di campione della Zona di Belgrado, ha battuto 4-1 il Obilić Veliki Bečkerek (campione della Zona Banato), 4-3 il Šumadija Kragujevac (campione della Zona Šumadija) ed infine 6-1 il ZAŠK Zemun con le reti di Bora Kesić, Milan Perić, Raduška Gajić e Kokan Stevanović.
Dopo essere diventato campione provinciale di Belgrado, il Mačva è diventato famoso ed anche il principale quotidiano Politika ha iniziato a chiamarlo "Provincijski Urugvaj", soprattutto dopo le sorprendenti vittorie su SK Jedinstvo Belgrado (3-2) e, nel tour in Grecia, su Īraklīs (3-1) ed Arīs Salonicco (4-2).
Nella stagione successiva ha vinto in campionato del distretto di Novi Sad per la terza volta e si sono qualificati per il girone della Vojvodina della Sub-associazione di Belgrado. Dopo aver vinto anche questo campionato si è qualificato per la massima divisione ove, pur classificandosi ultimo su sei squadre, non ha sfigurato contro le migliori squadre del paese. Alcuni giocatori del Mačva hanno iniziato a ricevere la convocazione dalla nazionale, ovvero Milorad Arsenijević, Ivan Bek, Milorad Ilić, Milanče Jovanović, Radomir Vojisavljević, Andreja Kojić e Bora Kesić. Altri giocatori della generazione dell'Uruguay di provincia erano Jefta Jovanović, Jovan Vračarić, Jovan Cvetković, Gidra Šljivić, Milan Perić, Kokan Stefanović, Kulja Suvajdžić, Bata Kiš, Vido Božović, Moma Jovanović, Mikica Sinđelić, Đole Jovanović, Đorđe Pantazijević, Raduška Gajić, Mikela Stanojčić, Mita Salajdžijević, Nikola Kradžić e Brana Janković.

### 1944-1992
Dopo la fine della seconda guerra mondiale, nel 1944 il club cambia il nome in FK Radnički, ma già nel giugno 1946 lo cambia di nuovo in FK Podrinje e nel 1948 si qualifica in seconda divisione (nell'anno precedente aveva invece fallito le qualifiche). Nel 1951, dopo aver ripreso il vecchio nome FK Mačva, esordisce nella massima divisione, categoria che viene conservata per due annate, poi viene il ritorno in Druga Liga. Ancora due stagioni in Druga, poi la riforma dei campionati lo costringe a disputare i gironi di Zona di Belgrado.
Nel 1959 il Mačva ritorna in seconda divisione e ci rimane fino al 1963, quando ritorna nei campionati serbi. Altri 8 anni in terza serie, poi nel 1971 il ritorno in Druga Liga ma per due sole stagioni: infatti nel 1973, a causa della riforma della seconda serie, di nuovo ritorna nei campionati serbi. Per 14 anni in prima e seconda lega serba (rispettivamente terzo e quarto livello nazionale) e nel 1987 avviene il ritorno in Druga Liga. Il settimo posto nel girone orientale della Druga Liga 1987-1988 garantisce la qualificazione per la nuova seconda divisione a girone unico. Nella Coppa di Jugoslavia 1989 raggiunge la semifinale, sconfitto (1-2 e 0-0) dal Partizan poi vincitore della coppa.

### Storia recente
Dalla dissoluzione della Jugoslavia nel 1992, il Mačva milita per varie stagioni nella seconda divisione, la Druga liga SR Jugoslavije, fino al 1998, anno della caduta in terza divisione. Seguono vari "sali e scendi" fino alla conquista della massima divisione, la SuperLiga, nel 2017.
Questi sono i più recenti piazzamenti del Mačva nei campionati serbi.
| Stagione | Campionato        | Liv. | Pos. | Note      |
| -------- | ----------------- | ---- | ---- | --------- |
| 2004-05  | Druga Liga Srbija | II   | 8º   |           |
| 2005-06  | Druga Liga Srbija | II   | 7º   |           |
| 2006-07  | Prva Liga Srbija  | II   | 17º  | Retrocede |
| 2007-08  | Srpska Liga Ovest | III  | 5º   |           |
| 2008-09  | Srpska Liga Ovest | III  | 9º   |           |
| 2009-10  | Srpska Liga Ovest | III  | 2º   |           |
| 2010-11  | Srpska Liga Ovest | III  | 6º   |           |
| 2011-12  | Srpska Liga Ovest | III  | 3º   |           |
| 2012-13  | Srpska Liga Ovest | III  | 3º   |           |
| 2013-14  | Srpska Liga Ovest | III  | 1º   | Promosso  |
| 2014-15  | Prva Liga Srbija  | II   | 16º  | Retrocede |
| 2015-16  | Srpska Liga Ovest | III  | 1º   | Promosso  |
| 2016-17  | Prva Liga Srbija  | II   | 1º   | Promosso  |
| 2017-18  | SuperLiga         | I    | 12º  |           |
| 2018-19  | SuperLiga         | I    | 12º  |           |
| 2019-20  | SuperLiga         | I    | 16°  |           |
| 2020-21  | SuperLiga         | I    | 19°  | Retrocede |
| 2021-22  | Prva Liga Srbija  | II   | -    |           |

## Nomi del club
- FK Mačva (1919 - 1944)
- FK Radnički (1944 - 1946)
- FK Podrinje (1946 - 1951)
- FK Mačva (1951 - oggi)

## Strutture

### Stadio
Il Mačva disputa le partite interne al Gradski stadion Šabac (stadio cittadino di Šabac). È stato costruito nel 1919 ed ha una capienza di 7000 spettatori.

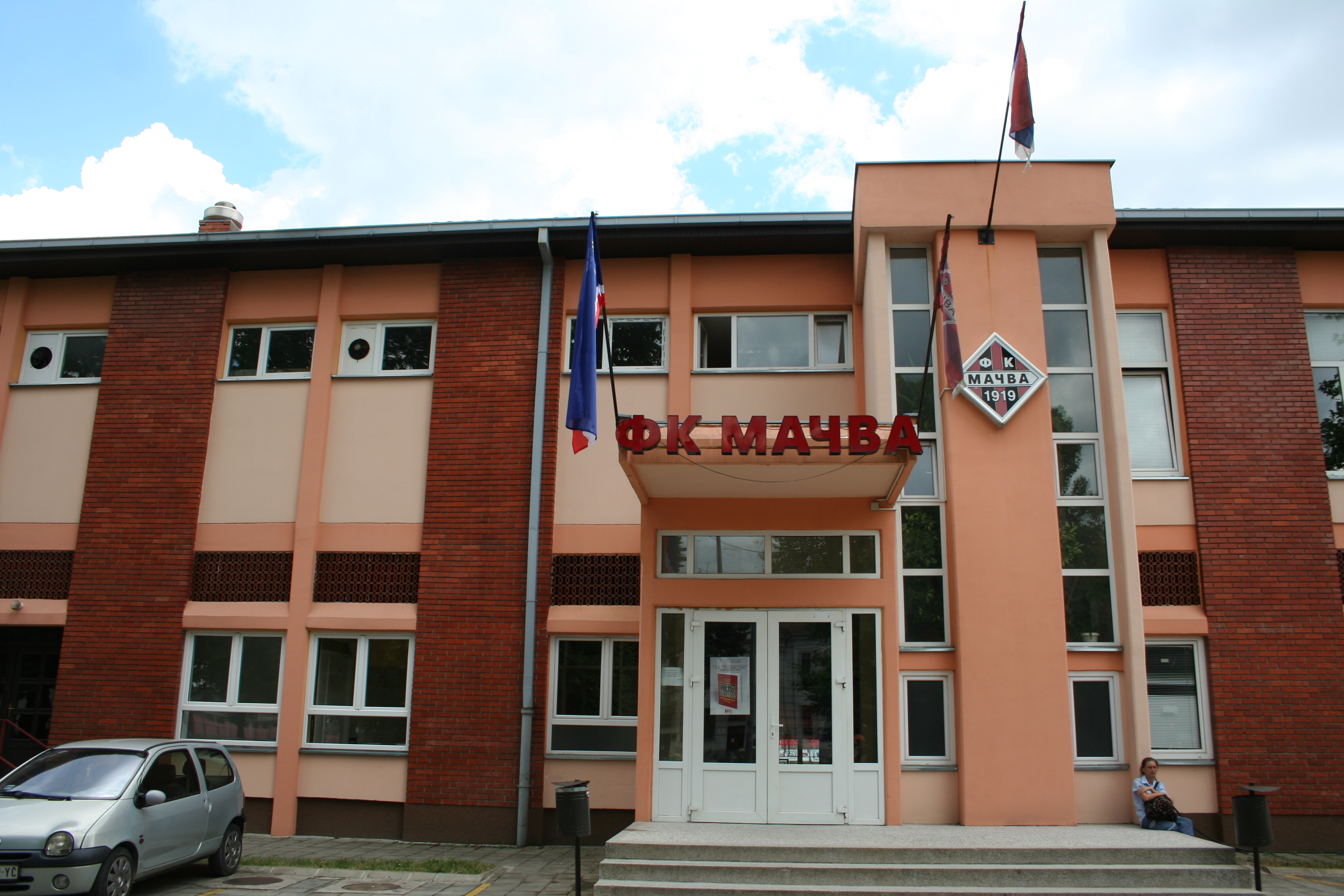
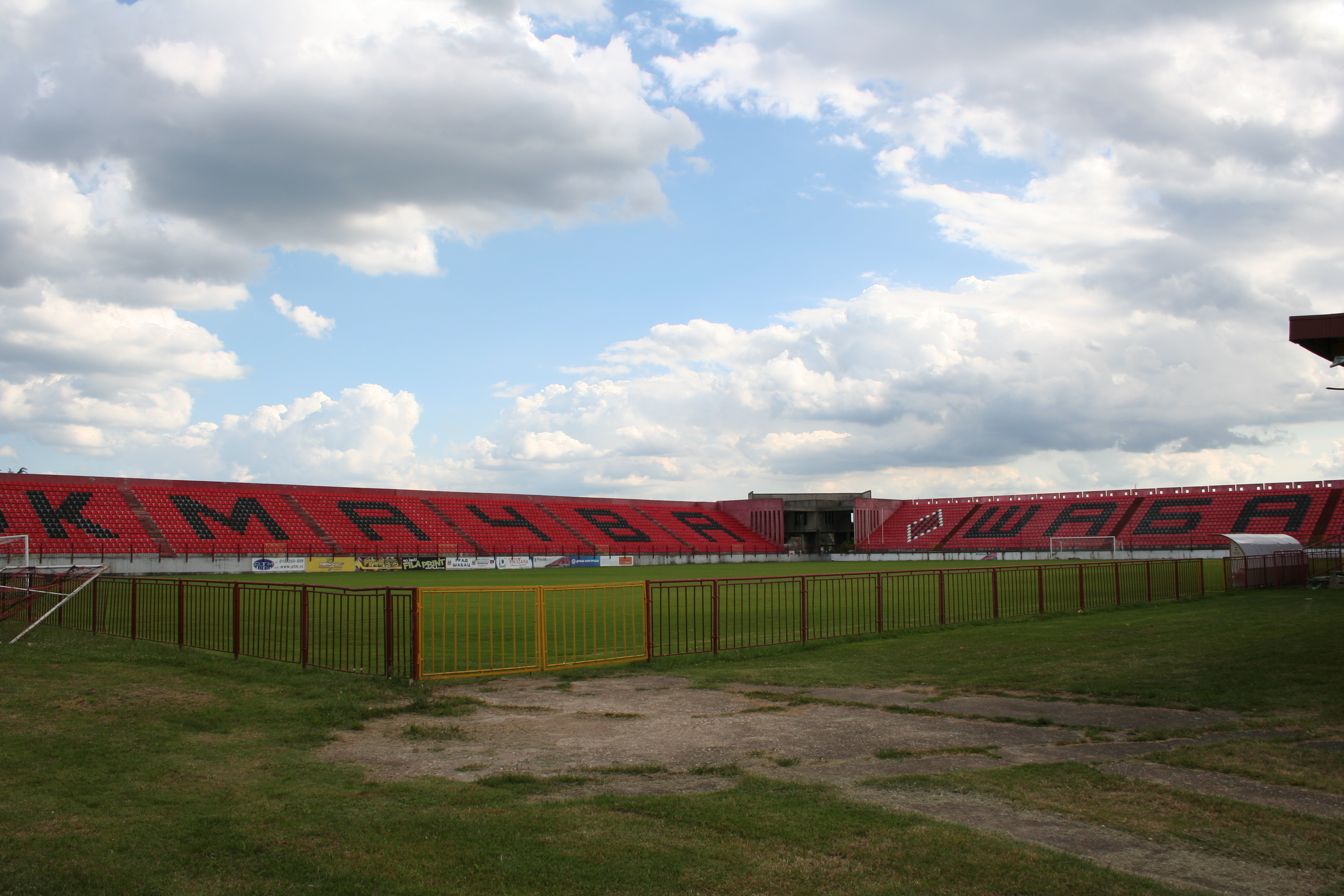
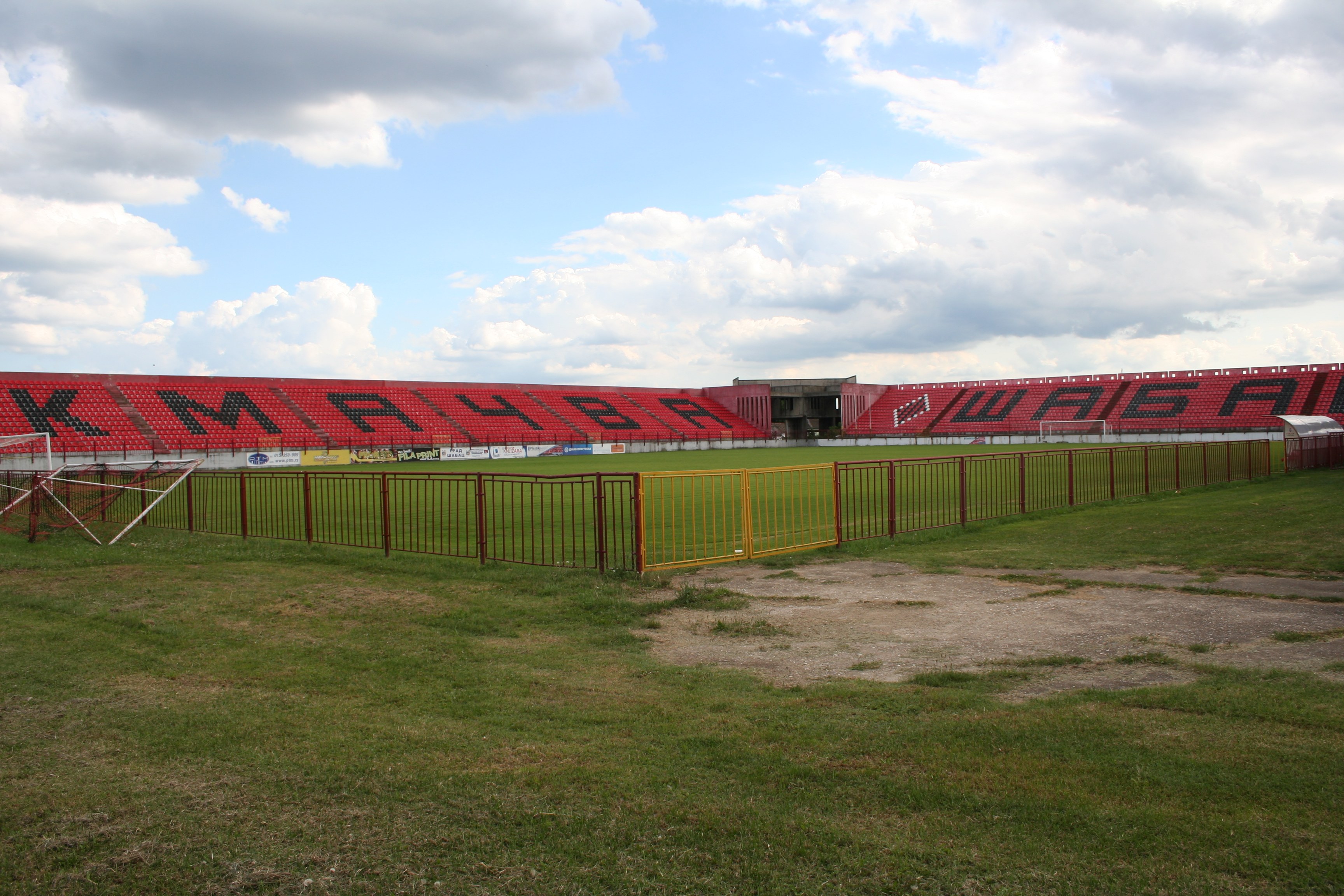
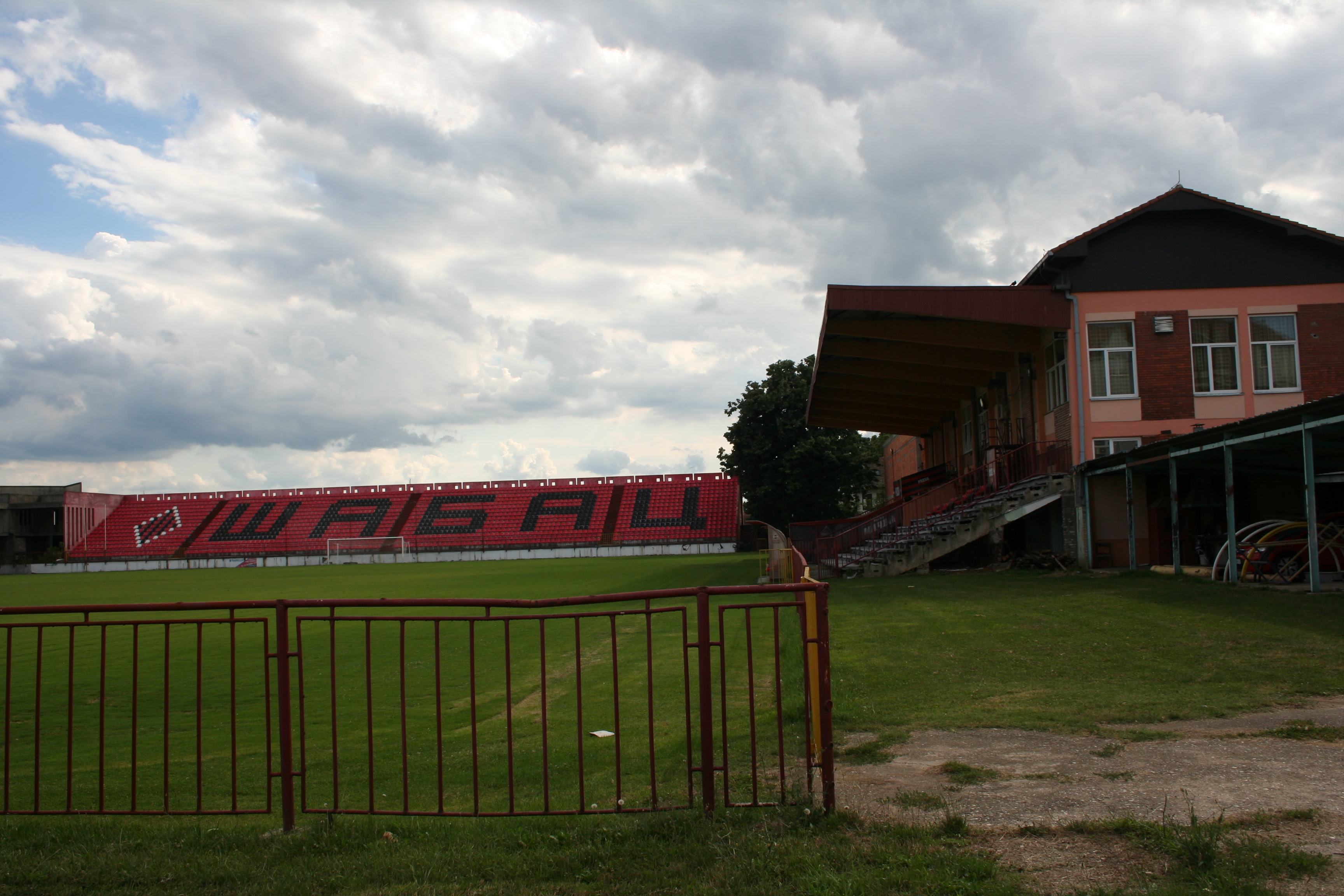

## Palmarès

### Competizioni nazionali
- Prva Liga Srbija: 1

2016-2017
- Srpska Liga: 1

2015-2016

### Competizioni regionali
- Novosadski loptački podsavez: 1

1929-1930

### Altri piazzamenti
- Druga Liga:

Promozione: 1950
- Coppa di Serbia:

Semifinalista: 2017-2018
- Druga liga SR Jugoslavije:

Promozione: 1992-1993
- Srpska Liga:

Secondo posto: 2001-2002 (girone Danubio), 2009-2010 (girone est)

## Tifoseria
La tifoseria organizzata del Mačva si chiama Šaneri (in serbo: Шанери) ed è stata fondata nel 1991. Hanno un'amicizia con i tifosi del Napredak Kruševac, la Jakuza.

## Organico

### Rosa 2019-2020
Aggiornata al 7 ottobre 2019.
| N. |                       | Ruolo | Calciatore               |
| -- | --------------------- | ----- | ------------------------ |
| 1  | Serbia (bandiera)     | P     | Milovan Lekić            |
| 2  | Serbia (bandiera)     | D     | Filip Pejović (capitano) |
| 3  | Serbia (bandiera)     | D     | Nemanja Tošić            |
| 4  | Serbia (bandiera)     | C     | Lazar Ivić               |
| 5  | Serbia (bandiera)     | D     | Nenad Jovanović          |
| 6  | Serbia (bandiera)     | C     | Marko Jevtić             |
| 7  | Serbia (bandiera)     | C     | Slavko Marić             |
| 8  | Australia (bandiera)  | C     | Andrew Marveggio         |
| 9  | Serbia (bandiera)     | A     | Nikola Aščerić           |
| 10 | Serbia (bandiera)     | C     | Mile Vujasin             |
| 11 | Serbia (bandiera)     | C     | Branislav Marković       |
| 14 | Montenegro (bandiera) | A     | Đorđe Šušnjar            |
| 15 | Serbia (bandiera)     | D     | Marko Mijailović         |
| 16 | Serbia (bandiera)     | D     | Nikola Dukić             |
| 17 | Serbia (bandiera)     | C     | Stefan Ilić              |

| N. |                   | Ruolo | Calciatore            |
| -- | ----------------- | ----- | --------------------- |
| 19 | Serbia (bandiera) | D     | Igor Ristojević       |
| 20 | Serbia (bandiera) | C     | Miloš Adamović        |
| 22 | Serbia (bandiera) | C     | Predrag Jeremić       |
| 23 | Serbia (bandiera) | A     | Marko Jeremić         |
| 28 | Serbia (bandiera) | C     | Nikola Kovačević      |
| 30 | Serbia (bandiera) | C     | Aleksandar Stevanović |
| 45 | Serbia (bandiera) | D     | Filip Božić           |
| 50 | Serbia (bandiera) | C     | Nenad Marinković      |
| 55 | Serbia (bandiera) | P     | Dušan Puletić         |
| 70 | Serbia (bandiera) | A     | Aleksandar Đoković    |
| 77 | Serbia (bandiera) | C     | Stefan Milosavljević  |
| 78 | Serbia (bandiera) | C     | Filip Čermelj         |
| 88 | Serbia (bandiera) | P     | Miloš Savić           |
| 99 | Serbia (bandiera) | A     | Stefan Trimanović     |

## Giocatori di rilievo
- Ivan Bek
- Miroslav Đukić
- Vojislav Budimirović
- Božidar Ćosić
- Dalibor Marković
- Bojan Neziri
- Lazar Stanišić
- Filip Despotovski
- Bratislav Đorđević
- Nenad Gavrić
- Vojislav Melić
- Zoran Jelikić
- Selimir Milošević
- Voja Rogić